# Спортивна гімнастика на літніх Олімпійських іграх 1900
На літніх Олімпійських іграх 1900 року були проведені у змагання з гімнастики тільки серед чоловіків. Змагання відбулися в неділю 29 липня 1900 р. та в понеділок 30 липня 1900 р.. У змаганнях взяли участь 135 учасників з 8 країн. Перші 18 місць зайняли французькі гімнасти, яких було понад 100. Перемогу в змаганнях здобув Гюстав Сандра, другим – Ноель Ба, а третім – Люсьен Демане. Жюль Дюкре зайняв 19 місце - найвище серед іноземців. 

## Формат змагань
Гімнасти виступили у 16 вправах, багато з яких були двома змаганнями однієї дисципліни з однією обов’язковою вправою та однією довільною. У кожній вправі можна було набрати максимум 20 балів, загалом можно було набрати до 320 балів. Заходи мали переважно гімнастичний характер, але також включали ряд легкоатлетичних змагань та змагань з важкої атлетики.
- 1. та 2. - Перекладина (обов'язкові та довільні вправи)

- 3. та 4. - Паралельні бруси (обов'язкові та довільні вправи)

- 5. та 6. - Кільця (обов'язкові та довільні вправи)

- 7. та 8. - Кінь (обов'язкові та довільні вправи)

- 9. та 10. - Вільні вправи (обов'язкові та довільні вправи)

- 11. - Опорний стрибок (обов'язкова вправа)

- 12. - Комбінований стрибок у висоту

- 13. - Стрибки в довжину

- 14. - Стрибки з жердиною

- 15. - Лазіння по канату

- 16. - Важка атлетика

## Медалі

### Таблиця медалей
Легенда
      Країна-господар (Франція)
| Місце             | Країна            |   |   |   | Усього |
| ----------------- | ----------------- | - | - | - | ------ |
| 1                 | Франція (FRA)     | 1 | 1 | 1 | 3      |
| Усього (1 країна) | Усього (1 країна) | 1 | 1 | 1 | 3      |

### Медалі за дисциплінами
| Дисципліна             | Золото              | Срібло         | Бронза              |
| ---------------------- | ------------------- | -------------- | ------------------- |
| Індивідуальна першість | Гюстав Сандра (FRA) | Ноель Ба (FRA) | Люсьен Демане (FRA) |

## Країни, що брали участь
- Бельгія (BEL) (2)
- Богемія (BOH) (1)
- Велика Британія (GBR) (4)
- Італія (ITA) (1)
- Німеччина (GER) (14)
- Угорщина (HUN) (2)
- Франція (FRA) (108)
- Швейцарія (SUI) (3)